# Osvaldo Peretti
Osvaldo Peretti (Buenos Aires, 30 aprile 1921 – Calendasco, 1º marzo 2015) è stato un calciatore argentino di origine italiana, di ruolo centrocampista.

## Biografia
Figlio di un geometra piacentino emigrato a Buenos Aires e sposato con una piacentina, dopo la fine della carriera calcistica si è stabilito definitivamente in Italia.

## Caratteristiche tecniche
Giocava come mezzala o ala sinistra; discretamente dotato dal punto di vista tecnico, era piuttosto lento e soffriva le marcature strette.

## Carriera
Dopo gli esordi in squadre di seconda fascia argentina, arriva in Italia nel 1947, portato dall'intermediario Di Franco alla Roma insieme ai connazionali José Valle e Bruno Pesaola con il compito di sostituire Miguel Ángel Pantó. Esordisce in Serie A il 21 settembre 1947, e in giallorosso disputa 7 partite, dimostrandosi elemento poco adatto alla massima serie italiana.
Dopo una stagione tra le riserve della squadra capitolina, nell'ottobre 1949 si trasferisce al Piacenza, militante in Serie C. Qui Peretti trova maggior spazio, disputando da titolare le stagioni 1949-1950 e 1950-1951, mentre nella sua terza annata in biancorosso gioca un'unica partita, il 2 marzo 1952 sul campo del Trento, realizzando il gol decisivo per la vittoria della sua squadra.
A fine stagione si svincola, e a novembre viene ingaggiato dal Latina, in IV Serie. Con i pontini disputa solamente due partite, poiché per intervento federale acquisisce lo status di straniero, e si trasferisce inizialmente a Parigi, dove gioca per qualche tempo a livello amatoriale.
All'inizio del 1953 viene ingaggiato dal Torreense, squadra di seconda divisione portoghese, e l'anno successivo passa all'União de Coimbra. Nel 1954 si trasferisce al Salgueiros, sempre in seconda divisione; in questa squadra ricopre anche il ruolo di allenatore in seconda. Nella primavera 1956, con due settimane di anticipo sulla fine del campionato, ottiene la rescissione del contratto.

## Palmarès

### Club

#### Competizioni nazionali
- Serie C: 1

Piacenza: 1951-1952